# Jagoda Szelc

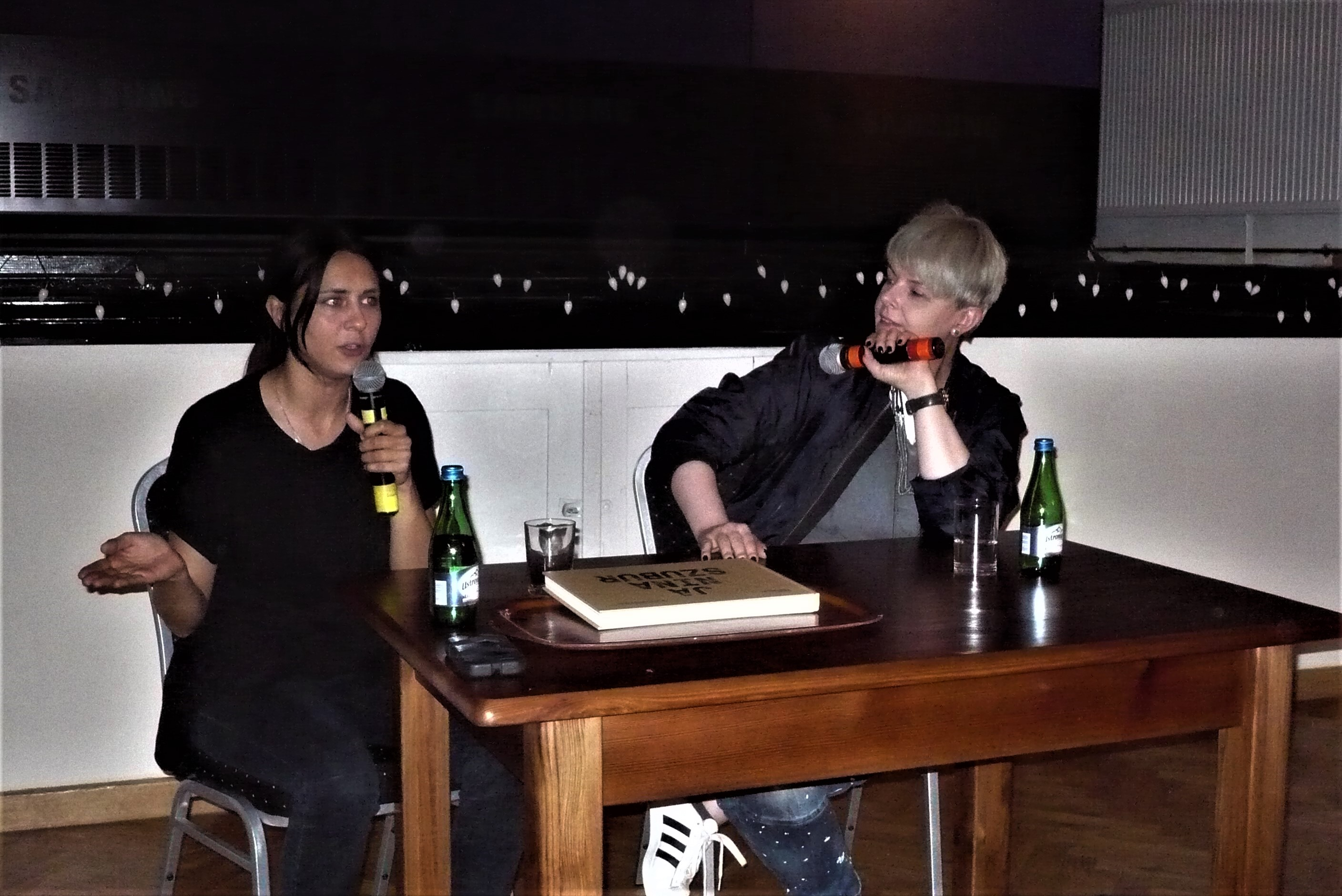
Jagoda Szelc i Karolina Korwin Piotrowska, IV Festiwal Góry Literatury, 2018

Jagoda Szelc (ur. 10 lutego 1984 we Wrocławiu) – polska reżyserka i scenarzystka filmowa.
Absolwentka Wydziału Grafiki Akademii Sztuk Pięknych we Wrocławiu. Studentka Wydziału Reżyserii Filmowej i Telewizyjnej PWSFTViT w Łodzi. Laureatka nagród na Festiwalu Polskich Filmów Fabularnych w Gdyni.
Jest córką Stanisława Szelca.

## Filmografia
- 2010: Sama (etiuda szkolna) - współpraca reżyserska
- 2011: Święte ryby (etiuda szkolna) - asystentka reżysera
- 2011: Łódź od świtu do zmierzchu (etiuda szkolna) - napisy, montaż
- 2011: Krzycz, jeśli chcesz (etiuda szkolna) - scenariusz, reżyseria
- 2011: I nigdy nie wracać (etiuda szkolna) - scenariusz, reżyseria
- 2011: Aposiopesis (etiuda szkolna) - scenariusz, reżyseria
- 2012: Punkt wyjścia (etiuda szkolna) - scenariusz, reżyseria, montaż
- 2012: Wigilia (etiuda szkolna) - asystentka reżysera
- 2012: Überraschung (etiuda szkolna) - reżyseria, montaż
- 2012: To co posiadasz (etiuda szkolna) - asystentka reżysera
- 2013: Taki pejzaż (etiuda szkolna) - scenariusz, reżyseria, montaż
- 2013: Kim jest Arvid Pekon - asystentka reżysera, kierownictwo planu
- 2013: Kierowniczka (etiuda szkolna) - współpraca scenariuszowa
- 2014: Nie tu (etiuda szkolna) - współpraca reżyserska
- 2014: Freedom expres (etiuda szkolna) - scenariusz
- 2014: Wildflower (etiuda szkolna) - asystentka reżysera, konsultacja scenariuszowa
- 2014: Serce serduszko - reżyseria II ekipa
- 2015: Spacer (etiuda szkolna) - scenariusz, reżyseria
- 2015: Szklany klosz (etiuda szkolna) - asystentka reżysera
- 2015: Śpiewający obrusik - reżyser II
- 2016: Planeta ziemia (etiuda szkolna) - współpraca scenariuszowa
- 2017: Wieża. Jasny dzień - scenariusz, reżyseria
- 2018: Monument (film) - scenariusz, reżyseria

## Nagrody
- 2012 - Nagroda Ministra Kultury i Dziedzictwa Narodowego za wybitne osiągnięcia dla studentów uczelni artystycznych
- 2014 - Nagroda dla najlepszego filmu studenckiego na Lone Star Film Festival w Fort Worth za etiudę Taki pejzaż
- 2015 - Nagroda dla najlepszego filmu fabularnego na Międzynarodowym Festiwalu Filmów Krótkometrażowych w Bałcziku za etiudę Taki pejzaż
- 2017 - Nagroda za scenariusz filmu Wieża. Jasny dzień na Festiwalu Polskich Filmów Fabularnych w Gdyni
- 2017 - Nagroda za debiut reżyserski na Festiwalu Polskich Filmów Fabularnych w Gdyni za reżyserię filmu Wieża. Jasny dzień[1]